# Lac de Güija
Le lac de Güija est un lac d'Amérique centrale. Traversé par la frontière entre le Guatemala et le Salvador, il a une superficie de 45 km2, dont 32 km2 au Salvador et 13 km2 au Guatemala. Il est proche du volcan Chingo.
Le lac et ses environs ont été déclarés site Ramsar le 16 décembre 2010.
D'origine volcanique, il a été formé par une coulée de lave émise par le volcan San Diego (aujourd'hui éteint), qui a isolé la dépression de Güija. Le lac est alimenté par plusieurs cours d'eau : l'Ostúa, l'Angue et la Cusmapa ; il se jette dans le Desagüe, un affluent du Lempa. Plusieurs petites îles se trouvent du côté salvadorien du lac : Teotipa, Cerro de Tule, et Iguatepec, où un grand nombre de céramiques précolombiennes ont été découvertes dans le cadre de fouilles menées depuis 1924.
La partie salvadorienne du lac a été proposée en 1992 pour inscription au patrimoine mondial et figure sur la « liste indicative » de l’UNESCO dans la catégorie patrimoine culturel et naturel.